# Rocío de Meer
Rocío de Meer Méndez, née le 26 décembre 1989, est une femme politique espagnole membre de Vox.

## Biographie
Elle est fille et petite-fille de militaires. L'un de ses grands-pères, le colonel Carlos de Meer de Ribera, a été gouverneur des îles Baléares sous le régime franquiste. Elle est la nièce de Lourdes Méndez Monasterio et de Kiko Méndez-Monasterio, proche conseiller de Santiago Abascal, qui aurait convaincu ce dernier de la choisir parmi les candidats du parti pour les élections générales. 
Lors des élections générales anticipées du 28 avril 2019, elle est élue députée au Congrès des députés pour la XIIIe législature  dans la circonscription d'Almería. Elle est réélue lors des élections générales anticipées du 10 novembre 2019 pour la XIVe législature.
Elle se situe sur l'aile radicale de Vox et a été critiquée pour avoir diffusé sur les réseaux sociaux des vidéos anti-immigration émanant de groupuscules néonazis. Elle se consacre en particulier à la lutte contre le droit à l’avortement.